# Американська Кішка
64°53′05″ пн. ш. 176°14′31″ сх. д. / 64.88472° пн. ш. 176.24194° сх. д.
Америка́нська Кі́шка (рос. Американская Кошка) — мис на півдні Чукотки, омивається Анадирською затокою Берингового моря.
Є північно-західним вхідним мисом затоки Онемен. Є краєм низької піщано-галькової коси, що відходить від лівого берега річки Анадир. У районі мису берег з мілинами, глибини становлять від 0,6 до 2 м, ґрунт — пісок, галька.
Мис названий жителями села Марково у 1865 році, коли тут працювала американська експедиція, яка проводила пошукові роботи для будівництва трансберингоморської телеграфної лінії. У свою чергу «кішкою» козаки називали косу або мілину на узмор'ї.
У районі мису Американська Кішка іноді спостерігаються сильні припливні течії. Швидкість течії при відпливі доходить до 7—10 км/год, а швидкість зворотної течії під час припливу становить 0,7—1 км/ч. Зміна течій відбувається дуже швидко, і біля місця зустрічі течій протилежних напрямків утворюються вири, небезпечні для маломірних суден.